# IC 309
IC 309 — галактика типу S0 (спіральна галактика) у сузір'ї Персей.
Цей об'єкт міститься в оригінальній редакції індексного каталогу.